# Dori Ghezzi
Dori Ghezzi (e. dóri gecci, Lentate sul Seveso, 1946. március 30. –) olasz énekesnő, aki 1966 és 1989 között készítette felvételeit. Az 1970-es években főként Wess, afroamerikai énekessel alkotott duót, az 1975-ös Eurovíziós Dalfesztiválon is együtt léptek fel.

## Pályája kezdete
Lentate sul Seveso városában, Monza és Brianza megyében született 1946-ban.
Miután 1966-ban megnyert egy regionális dalfesztivált, szerződést ajánlott fel neki a milánói székhelyű Durium lemezkiadó. A következő években számos sikeres kislemezt adott ki, köztük a Vivere per vivere és a Casatschock címűeket. 1970-ben lépett fel először a Sanremói Dalfesztiválon, ahol az Occhi a mandorla (Mandulavágású szemek) című duettet adta elő Rossanóval, de daluk nem jutott be a döntőbe. Az 1970–72-es időszakban Ghezzi főleg az akkori népszerű francia és brit dalok olasz feldolgozásait vette lemezre.

## Wess-szel
1972-ben a Durium művésze, Wess felajánlotta, hogy vele duóban vegye fel „Voglio stare con te” címmel a „United We Stand” című brit sláger olasz változatát. Ez nagy sikernek bizonyult a slágerlistán, és a Durium azt javasolta, hogy Wess és Ghezzi rendszeres felvételi partnerek legyenek. Ghezzinek 1973-ban megjelent egy szólóalbuma, amely az „Adamo ed Eva” kislemezzel együtt az utolsó szólófelvételi vállalkozása volt az 1970-es években. Ezt követően sikeres és termékeny duóként hét albumot és sok kislemezt adtak ki, mielőtt 1979-ben elváltak útjaik. Kétszer San Remóban is felléptek; 1973-ban hatodikok lettek (Tu nella mia vita), 1976-ban pedig másodikok (Come stai, con chi sei?). 

## Eurovíziós Dalfesztivál
1975-ben a RAI műsorszolgáltató Wesst és Ghezzit választotta Olaszország képviselőinek az akkori Eurovíziós Dalfesztiválon. Az „Era” ("It Was") című dallal a 20. Eurovíziós Dalfesztiválon március 22-én Stockholmban indultak az Eurovíziónak akkoriban szokatlan daluk eléggé másmilyennek bizonyult ahhoz, hogy lenyűgözze a zsűrit, és a 19 fős mezőnyben harmadik helyezést értek el.

## Elrablása
1974-ben Ghezzi Fabrizio De André énekes élettársa lett, és a pár Szardínián alapított otthont, ahol 1977-ben megszületett kislányuk. 1979. augusztus 27-én este Ghezzit és De Andrét elrabolták a szardíniai Anonima sequestri tagjai, és csaknem négy hónapig a Supramonte-hegységben tartották fogságban, mielőtt szabadon engedték őket (Ghezzit december 21-én, De Andrét másnap) váltságdíj fejében, amely állítólag körülbelül félmilliárd líra volt, és valószínűleg De André családja gyűjtötte össze. A pár ezt követően kijelentette, hogy fogvatartóik jól bántak velük; Amikor az emberrablókat elfogták és bíróság elé állították, De André vallomásában megértést és együttérzést tanúsított irántuk.

## 1980-as évek
A Wesstől való szakítást követően Ghezzi 1980-ban folytatta szólókarrierjét a Mamadodori című albummal, amelyet a lányának szentelt. A Piccole donne követte ezt 1983-ban, és a „Margherita non lo sa” című dallal Ghezzi harmadik helyezést ért el abban az évben San Remóban. 1987-ben megjelent a Velluti e carte vetrate album és a 14. helyen végzett San Remóban az E non si finisce mai című dallal, míg az utolsó albuma, az Il cuore delle donne, amelynek címadó dala lett Ghezzi utolsó San Remós (16. helyezés) fellépése.
Ghezzi és De André 1989. december 7-én összeházasodtak.

## Visszavonulása
Ghezzi 1990-ben orvosi tanácsra visszavonult énekesi pályafutásától, mivel komoly hangszálproblémái lettek, és azóta csak elvétve és vokálozással járult hozzá más előadók felvételeihez. De André 1999-ben elhunyt tüdőrákban, és Ghezzi azóta művészi öröksége megőrzésének és népszerűsítésének szenteli magát.  Ő a Fondazione Fabrizio De André elnöke. 

## A Sanremói Dalfesztiválon

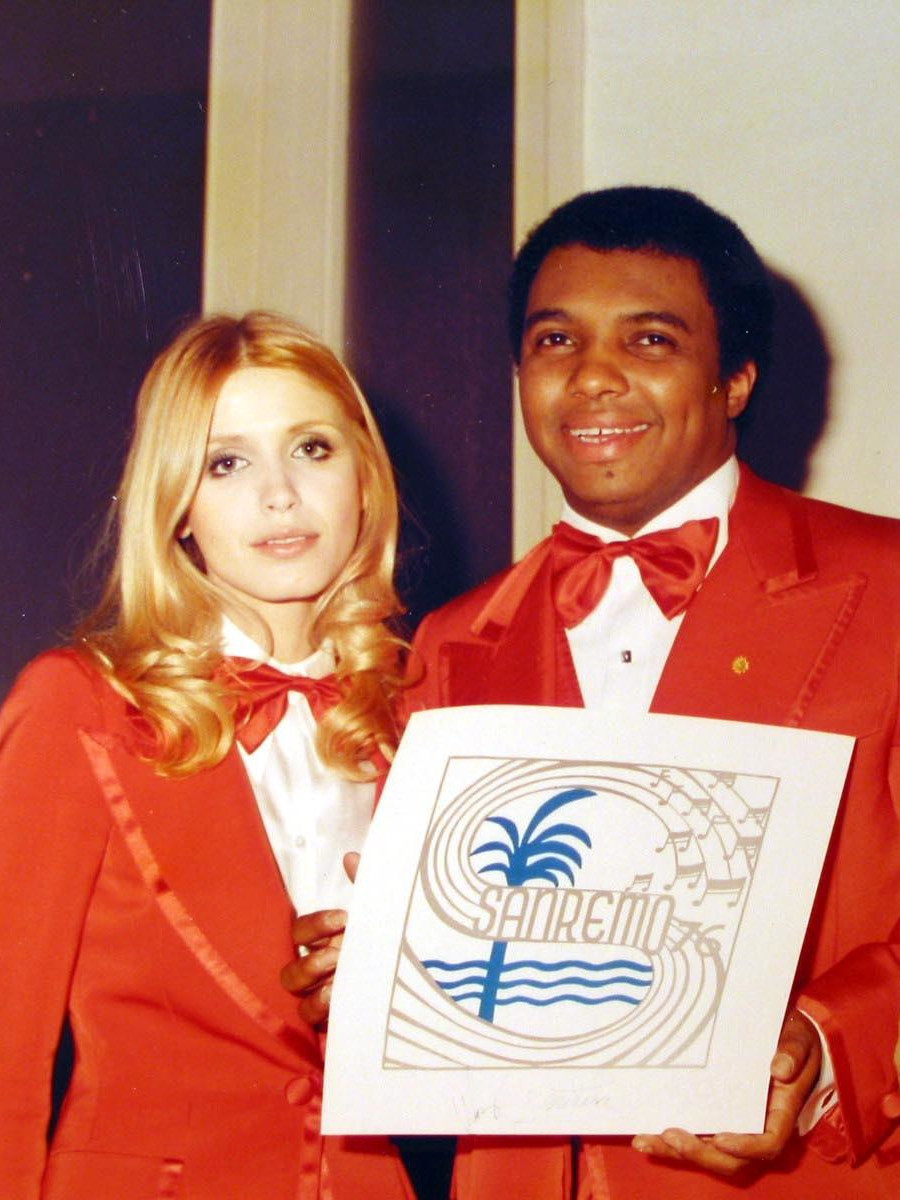
Ghezzi és Wess az 1976-os fesztiválon

- 1970: Occhi a mandorla (Rossanóval) – Elődöntő
- 1973: Tu nella mia vita (Wess-szel) – 6
- 1976: Come stai, con chi sei? (Wess-szel) – 2
- 1983: Margherita non lo sa – 3
- 1987: E non-si finisce mai – 14
- 1989: Il cuore delle donne – 16

## Album-diszkográfia
Szóló
- 1973: Dori Ghezzi
- 1980: Mamadodori
- 1983: Piccolo donne
- 1987: Velluti e carte vetrate
- 1989: Il cuore delle donne

Wess-szel
- 1973: Wess és Dori Ghezzi
- 1974: Un corpo e un'anima
- 1975: Terzo album
- 1976: Amore bellissimo
- 1976: I nostri successi
- 1977: Insieme
- 1979: In due
- 2000: Tu nella mia vita

## Fordítás
- Ez a szócikk részben vagy egészben  a   Dori Ghezzi című angol Wikipédia-szócikk ezen változatának fordításán alapul.  Az eredeti cikk szerkesztőit annak laptörténete sorolja fel. Ez a jelzés csupán a megfogalmazás eredetét és a szerzői jogokat jelzi, nem szolgál a cikkben szereplő információk forrásmegjelöléseként.